# Antonia Lottner
Antonia Lottner (Düsseldorf, 13 agosto 1996) è una tennista tedesca inattiva dal 2022.

## Carriera
Antonia Lottner ha vinto 7 titoli in singolare e 6 titoli in doppio. Il 25 giugno 2018 ha raggiunto il best ranking mondiale nel singolare, nr 128; il 13 aprile 2015 ha raggiunto il miglior piazzamento mondiale nel doppio, nr 131.

## Circuito WTA 125

### Singolare

#### Sconfitte (1)
| N. | Data             | Torneo                         | Superficie  | Avversaria in finale | Punteggio |
| 1. | 12 novembre 2017 | Engie Open de Limoges, Limoges | Cemento (i) | Monica Niculescu     | 4-6, 2-6  |

## Statistiche ITF

### Singolare

#### Vittorie (7)
| Torneo $100.000 (0) |
| Torneo $80.000 (0)  |
| Torneo $75.000 (1)  |
| Torneo $60.000 (0)  |
| Torneo $50.000 (1)  |
| Torneo $25.000 (0)  |
| Torneo $15.000 (1)  |
| Torneo $10.000 (4)  |

| N. | Data             | Torneo                                                                                   | Superficie  | Avversaria            | Punteggio        |
| 1. | 6 novembre 2011  | Stockholm Ladies, Stoccolma                                                              | Cemento     | Quirine Lemoine       | 4-6, 6-4, 7-5    |
| 2. | 24 febbraio 2013 | Open GDF SUEZ de la Ville de Macon, Mâcon                                                | Cemento (i) | Anna-Giulia Remondina | 7-5, 7-5         |
| 3. | 17 giugno 2013   | Sommercup Koeln, Colonia                                                                 | Terra rossa | Anastasyja Vasyl'eva  | 4-6, 6-4, 7-5    |
| 4. | 24 agosto 2014   | Braunschweig Women's Open, Braunschweig                                                  | Terra rossa | Conny Perrin          | 6-3, 6-3         |
| 5. | 18 gennaio 2015  | Internationaler Württembergische Hallenmeisterschaften um den Südwestbank-Cup, Stoccarda | Cemento (i) | Pemra Özgen           | 3-6, 6-3, 6-2    |
| 6. | 9 luglio 2016    | Reinert Open, Versmold                                                                   | Terra rossa | Tereza Smitková       | 3-6, 7-5, 6-3    |
| 7. | 30 luglio 2016   | Advantage Cars Praga Open, Praga                                                         | Terra rossa | Carina Witthöft       | 7-6(6), 1-6, 7-5 |

#### Sconfitte (1)
| Torneo $100.000 (0) |
| Torneo $80.000 (0)  |
| Torneo $75.000 (0)  |
| Torneo $60.000 (0)  |
| Torneo $50.000 (0)  |
| Torneo $25.000 (1)  |
| Torneo $15.000 (0)  |
| Torneo $10.000 (0)  |

| N. | Data             | Torneo                                 | Superficie    | Avversaria      | Punteggio |
| 1. | 22 febbraio 2015 | Altenkirchen Ladies Open, Altenkirchen | Sintetico (i) | Carina Witthöft | 3-6, 4-6  |

### Doppio

#### Vittorie (6)
| Torneo $100.000 (0) |
| Torneo $80.000 (0)  |
| Torneo $75.000 (0)  |
| Torneo $60.000 (0)  |
| Torneo $50.000 (1)  |
| Torneo $25.000 (4)  |
| Torneo $15.000 (0)  |
| Torneo $10.000 (1)  |

| N. | Data             | Torneo                                    | Superficie    | Compagna         | Avversarie in finale                       | Punteggio        |
| 1. | 21 luglio 2012   | Darmstadt Tennis International, Darmstadt | Terra rossa   | Julia Kimmelmann | Martina Borecká Petra Krejsová             | 6-3, 6-1         |
| 2. | 23 febbraio 2013 | Open GDF SUEZ de la Ville de Macon, Mâcon | Cemento (i)   | Dar'ja Salnikova | Francesca Palmigiano Anna-Giulia Remondina | 6-4, 5-7, [10-7] |
| 3. | 8 novembre 2014  | Jolie Ville Golf Women's, Sharm el-Sheikh | Cemento       | Laura Siegemund  | Ol'ha Iančuk Nastja Kolar                  | 6-1, 6-1         |
| 4. | 21 febbraio 2015 | Altenkirchen Ladies Open, Altenkirchen    | Sintetico (i) | Ana Vrljić       | Sandra Klemenschits Tatjana Maria          | 6-4, 3-6, [11-9] |
| 5. | 27 febbraio 2016 | ITF Women's Circuit Thurgau, Kreuzlingen  | Sintetico (i) | Amra Sadiković   | Tena Lukas Bernarda Pera                   | 5-7, 6-2, [10-5] |
| 6. | 30 aprile 2016   | ITF Women's Circuit Chiasso, Chiasso      | Terra rossa   | Anne Schäfer     | Olga Brózda Katarzyna Kawa                 | 6-1, 6-1         |

#### Sconfitte (8)
| Torneo $100.000 (0) |
| Torneo $80.000 (0)  |
| Torneo $75.000 (0)  |
| Torneo $60.000 (0)  |
| Torneo $50.000 (0)  |
| Torneo $25.000 (4)  |
| Torneo $15.000 (0)  |
| Torneo $10.000 (4)  |

| N. | Data             | Torneo                                                     | Superficie  | Compagna           | Avversarie in finale                  | Punteggio        |
| 1. | 28 agosto 2010   | Braunschweig Women's Open, Braunschweig                    | Terra rossa | Jana Nabel         | Aminat Kušchova Ol'ga Panova          | 3–6, 0–6         |
| 2. | 24 ottobre 2011  | Djursholm Ladies, Stoccolma                                | Cemento     | Eleanor Dean       | Quirine Lemoine Lisanne van Riet      | 5-7, 1-6         |
| 3. | 16 febbraio 2013 | Internationaler Badische Meisterschaften der Damen, Leimen | Cemento (i) | Dar'ja Salnikova   | Carolin Daniels Laura Siegemund       | 1-6, 4-6         |
| 4. | 22 giugno 2013   | Sommercup Koeln, Colonia                                   | Terra rossa | Tamara Čurović     | Eugenija Paškova Anastasyja Vasyl'eva | 3–6, 7–5, [6–10] |
| 5. | 18 agosto 2013   | Westend Ladies Tennis Cup, Westend                         | Cemento     | Diāna Marcinkēviča | Tatiana Búa Daniela Seguel            | 3–6, 7–5, [9–11] |
| 6. | 10 agosto 2014   | Hechingen Ladies Open, Hechingen                           | Terra rossa | Carolin Daniels    | Elena Bogdan Valerija Solov'ëva       | 3–6, 1–6         |
| 7. | 8 giugno 2015    | Bredeney Ladies Open, Essen                                | Terra rossa | Carolin Daniels    | Nicola Geuer Viktorija Golubic        | 3-6, 3-6         |
| 8. | 27 giugno 2015   | Lenzerheide Open, Lenzerheide                              | Terra rossa | Xenia Knoll        | Yvonne Cavallé Reimers Karin Kennel   | w/o              |

## Grand Slam Junior

### Singolare

#### Sconfitte (1)
| Tornei del Grande Slam  |
| ----------------------- |
| Australian Open (0)     |
| Open di Francia (1)     |
| Torneo di Wimbledon (0) |
| US Open (0)             |

| N. | Data          | Torneo                  | Superficie  | Avversaria in finale | Punteggio |
| 1. | 8 giugno 2013 | Open di Francia, Parigi | Terra rossa | Belinda Bencic       | 1-6, 3-6  |

## Vittorie contro giocatrici Top 10
| Stagione | 2017 | Totale |
| Vittorie | 1    | 1      |

| #    | Giocatrice         | Ranking | Evento                  | Superficie | Turno | Punteggio     | Rank. ALR |
| ---- | ------------------ | ------- | ----------------------- | ---------- | ----- | ------------- | --------- |
| 2017 |                    |         |                         |            |       |               |           |
| 1.   | Dominika Cibulková | 6       | Rosmalen Open, Rosmalen | Erba       | 1T    | 7-5, 2-6, 6-4 | 161       |